# Fritz Jean Begert
Fritz Jean Begert (* 19. August 1907 in Hilterfingen; † 8. Dezember 1984 in Romainmôtier) war ein Schweizer Reformpädagoge.

## Biografie
Fritz Jean Begert kam als Sohn des Friedrich Begert (1881–1929) und der Jeanne Emma Berthoud (1883–1958) zur Welt. Er hatte drei jüngere Geschwister: Wilhelm Albert, Jean-Louis und Lucie. Sein Bruder Wilhelm Albert Begert (1912–1971) arbeitete im Auftrag des Service Civil International und später der UNESCO vor und während des Zweiten Weltkriegs in Spanien, England und Griechenland, danach vor allem in Marokko und Kamerun.
Nach der Lehrerausbildung am Evangelischen Lehrerseminar Muristalden Bern (1923–1926) und am Staatlichen Oberseminar Bern (1927) arbeitete Begert als Hauslehrer, als Primarlehrer in Thun (1935–1942), in Schangnau (1948–1953), in Ringoldswil (Gemeinde Sigriswil) (1956–1968) und war Leiter der eigenen „Lombachschule“ im Habkerntal (1944–1945). Kernstücke seiner Pädagogik sind die differenzierte Gruppenorganisation im Unterricht (Anstoss bildeten die Sozialpsychologie Rudolf Maria Holzapfels und die Erfahrungen als Leiter der Thuner Ferienkolonien), die Orientierung des Unterrichts an den Bedürfnissen der Kinder sowie die freien, individuellen Arbeitsgemeinschaften.
Begert betätigte sich als Volkskundler und zwischenzeitlich als freier Schriftsteller in Interlaken (1942–1944), auf Schloss Surpierre (1947–1948) und ab 1968 in Romainmôtier.
Er war mit der Pädagogin Maria-Béatrice Demetriades verheiratet, mit der er einen Sohn (Michael Heinrich) und eine Tochter (Alki Natalie) hatte.

## Werke
- Auf dem Bühl, Verlag Oprecht, 1942
- Lebendige Schule, Verlag Oprecht, 1943
- Die Lombachschule, Verlag Oprecht, 1951